# من القلب (رواية)
من القلب (بالإنجليزية: From the Heart)‏ هي رواية للكاتبة البريطانية سوزان هيل، نشرت عام 2017، لأول مرة عن دار نشر تشاتو آند ويندوس.

## تقديم للرواية
تدور أحداث الرواية في منتصف الخمسينيات من القرن الماضي في إنجلترا، وتتبع أوليف بايبر وهي تترك المدرسة وتلتحق بكلية بيدفورد بلندن لدراسة الأدب الإنجليزي. تلتقي بمالكولم كراولي الذي يدرس طب الأسنان في كلية كينغز لندن. ولأنها غير متزوجة، ولم تكن قادرة على إثبات أنها ستتزوج، لم تتمكن من الحصول على وسائل منع الحمل وحملت. أُجبرت على التخلي عن مسارها ورفضت الزواج، فانتقلت إلى منزل للأمهات غير المتزوجات حيث تتخلى عن طفلها للتبني. غير قادرة على العودة إلى كلية بيدفورد، فاستأنفت دراستها في كيلي. أول وظيفة تدريسية لها كانت في مدرسة البنات في سالزبوري حيث وقعت في حب المعلم الأكبر سنا، ثيا.